# Jaźwiny (przystanek kolejowy)
Jaźwiny – przystanek kolejowy Polskich Kolei Państwowych w Jaźwinach, w województwie mazowieckim, w Polsce.
Przez stacje przechodzi  linia kolejowa:
- D29-12 Skierniewice – Łuków